# Aritmética modular

Em matemática, aritmética modular (chamada também de aritmética do relógio) é um sistema de aritmética para inteiros, onde os números "retrocedem" quando atingem um certo valor, o módulo. O matemático suíço Euler foi o pioneiro na abordagem de congruência por volta de 1750, quando ele explicitamente introduziu a ideia de congruência módulo um número natural N. A abordagem moderna da aritmética modular foi desenvolvida por Carl Friedrich Gauss em seu livro Disquisitiones Arithmeticae, publicado em 1801.

A cronometragem neste relógio usa aritmética módulo 12

Um uso familiar da aritmética modular é no relógio de ponteiro, no qual o dia é dividido em dois períodos de 12 horas cada. Se são 7:00 agora, então 8 horas depois serão 3:00. A adição usual sugere que o tempo futuro deveria ser {\displaystyle 7+8=15}, mas o relógio "retrocede" a cada 12 horas. Da mesma forma, se o relógio começa em 12:00(meio-dia) e 21 horas passam, então a hora será 9:00 do dia seguinte, em vez de 33:00. Como o número de horas começa de novo depois que atinge 12, esta aritmética é chamada aritmética módulo 12. Em termos da definição abaixo, {\displaystyle 15} é congruente com {\displaystyle 3} módulo {\displaystyle 12}, então "15:00" em um relógio de 24 horas é exibido "3:00 "em um relógio de 12 horas.

## Congruência com expoentes maiores que 3 São congruentes a 7 módulo 12.
Dado um inteiro {\displaystyle n>1}, chamado módulo, dois inteiros são considerados congruentes (ou côngruos) módulo {\displaystyle n}, se {\displaystyle n} for um divisor de sua diferença (ou seja, se houver um inteiro {\displaystyle k} tal que {\displaystyle a-b=kn}).
A congruência módulo {\displaystyle n} é uma relação de congruência, o que significa que é uma relação de equivalência compatível com as operações de adição, subtração e multiplicação. A congruência módulo {\displaystyle n} é denotada como:
{\displaystyle a\equiv b{\pmod {n}}.}
Os parênteses significam que {\displaystyle ({\text{mod}}\ n)} se aplica a toda a equação, não apenas ao lado direito (aqui {\displaystyle b}). Esta notação não deve ser confundida com a notação {\displaystyle b{\bmod {n}}} (sem parênteses), que se refere à operação módulo. Na verdade, {\displaystyle b{\bmod {n}}} denota o número inteiro único {\displaystyle a} tal que {\displaystyle 0\leq a<n} e {\displaystyle a\equiv b\;({\text{mod}}\;n)} (ou seja, o restante de {\displaystyle b} quando dividido por {\displaystyle n}).
A relação de congruência pode ser reescrita como
{\displaystyle a=kn+b,}
mostrando explicitamente sua relação com a divisão euclidiana. No entanto, o {\displaystyle b} aqui não precisa ser o resto da divisão de {\displaystyle a} por {\displaystyle n}. Em vez disso, o que a declaração {\displaystyle a\equiv b{\pmod {n}}} afirma é que {\displaystyle a} e {\displaystyle b} têm o mesmo resto quando divididos por {\displaystyle n}. Isso é,
{\displaystyle a=pn+r,}
{\displaystyle b=qn+r,}
onde {\displaystyle 0\leq r<n} é o resto comum. Subtraindo essas duas expressões, recuperamos a relação anterior:
{\displaystyle a-b=kn,}
definindo {\displaystyle k=p-q}.

### Exemplos

#### Exemplo 1
No módulo 12, pode-se afirmar que:
{\displaystyle 38\equiv 14{\pmod {12}}}
porque {\displaystyle 38-14=24}, que é um múltiplo de 12. Outra maneira de expressar isso é dizer que 38 e 14 têm o mesmo resto 2—quando dividido por 12.
A definição de congruência também se aplica a valores negativos. Por exemplo:
{\displaystyle {\begin{aligned}-8&\equiv 7{\pmod {5}}\\2&\equiv -3{\pmod {5}}\\-3&\equiv -8{\pmod {5}}.\end{aligned}}}

#### Exemplo 2
{\displaystyle 38\equiv 2{\pmod {12}}}
pois {\displaystyle 38-2=36}, que é múltiplo de 12. Note que {\displaystyle {\frac {38}{12}}} e {\displaystyle {\frac {2}{12}}} tem o mesmo resto 2. Observe que também, utilizando o exemplo anterior, {\displaystyle 14-2=12} é inteiro múltiplo de 12, isto é {\displaystyle 14\equiv 2{\pmod {12}}}, concordando com a definição inicial de relação de congruência.

Padrão de distribuição dos expoentes dos números primos de Mersenne módulo 12
Congruência 1 (mod 12): 21.15%
Congruência 5 (mod 12): 40.38%
Congruência 7 (mod 12): 25.00%
Congruência 11 (mod 12): 9.62%
Números separados por congruência (mod 12):
Congruência 1: [13, 61, 2281, 3217, 23209, 44497, 132049, 13466917, 30402457, 42643801, 74207281]
Congruência 5: [5, 17, 89, 521, 4253, 9689, 9941, 11213, 19937, 21701, 859433, 1398269, 2976221, 3021377, 6972593, 32582657, 43112609, 57885161, 77232917, 82589933, 136279841]
Congruência 7: [7, 19, 31, 127, 607, 1279, 2203, 4423, 110503, 216091, 1257787, 20996011, 24036583]
Congruência 11: [107, 86243, 756839, 25964951, 37156667]
E todos os primos Mercenne maiores que 5 são congruentes a 7 módulo 12

### Notação
Como é comum considerar várias relações de congruência com diferentes módulos ao mesmo tempo, o módulo é incorporado na notação. Mesmo a notação sendo ternária, a relação de congruência para um módulo fixado é uma relação binária. Isto deve estar claro se a notação {\displaystyle a\equiv _{n}b} for usada, em vez da notação tradicional.

## Propriedades
A relação de congruência satisfaz todas as condições de uma relação de equivalência:
- Reflexividade: {\displaystyle a\equiv a{\pmod {n}}}
- Simetria: {\displaystyle a\equiv b{\pmod {n}}} se {\displaystyle b\equiv a{\pmod {n}}} para todo {\displaystyle a}, {\displaystyle b} e {\displaystyle n}.
- Transitividade: Se {\displaystyle a\equiv b{\pmod {n}}} e {\displaystyle b\equiv c{\pmod {n}}}, então {\displaystyle a\equiv c{\pmod {n}}}

Se {\displaystyle a_{1}\equiv b_{1}{\pmod {n}}} e {\displaystyle a_{2}\equiv b_{2}{\pmod {n}}}, ou se {\displaystyle a\equiv b{\pmod {n}}}, então:
- {\displaystyle a+k\equiv b+k{\pmod {n}}} para qualquer inteiro {\displaystyle k} (compatibilidade com translação)
- {\displaystyle ka\equiv kb{\pmod {n}}} para qualquer inteiro {\displaystyle k} (compatibilidade com escala)
- {\displaystyle a_{1}+a_{2}\equiv b_{1}+b_{2}{\pmod {n}}} (compatibilidade com adição)
- {\displaystyle a_{1}-a_{2}\equiv b_{1}-b_{2}{\pmod {n}}} (compatibilidade com subtração)
- {\displaystyle a_{1}a_{2}\equiv b_{1}b_{2}{\pmod {n}}} (compatibilidade com multiplicação)
- {\displaystyle a^{k}\equiv b^{k}{\pmod {n}}} para qualquer inteiro não negativo {\displaystyle k} (compatibilidade com exponenciação)
- {\displaystyle p(a)\equiv p(b){\pmod {n}}}, para qualquer polinômio {\displaystyle p(x)} com coeficientes inteiros (compatibilidade com avaliação polinomial)

Se {\displaystyle a\equiv b{\pmod {n}}}, então geralmente é falso que {\displaystyle k^{a}\equiv k^{b}{\pmod {n}}}. No entanto, o seguinte é verdadeiro:
- Se {\displaystyle c\equiv d{\pmod {\varphi (n)}}}, onde {\displaystyle \varphi } é a função totiente de Euler, então {\displaystyle a^{c}\equiv a^{d}{\pmod {n}}}—desde que {\displaystyle a} seja coprimo com {\displaystyle n}.

Para o cancelamento dos termos comuns, temos as seguintes regras:
- Se {\displaystyle a+k\equiv b+k{\pmod {n}}} para qualquer inteiro {\displaystyle k}, então {\displaystyle a\equiv b{\pmod {n}}}
- Se {\displaystyle ka\equiv kb{\pmod {n}}} e {\displaystyle k} é coprimo com {\displaystyle n}, então {\displaystyle a\equiv b{\pmod {n}}}

O inverso multiplicativo modular é definido pelas seguintes regras:
- Existência: existe um inteiro denotado {\displaystyle a^{-1}} tal que {\displaystyle aa^{-1}\equiv 1{\pmod {n}}} se e somente se {\displaystyle a} é coprimo com {\displaystyle n}. Este inteiro {\displaystyle a^{-1}} é chamado de inverso multiplicativo modular de {\displaystyle a} módulo {\displaystyle n}.
- Se {\displaystyle a\equiv b{\pmod {n}}} e {\displaystyle a^{-1}} existem, então {\displaystyle a^{-1}\equiv b^{-1}{\pmod {n}}} (compatibilidade com o inverso multiplicativo e, se {\displaystyle a=b}, unicidade módulo {\displaystyle n})
- Se {\displaystyle ax\equiv b{\pmod {n}}} e {\displaystyle a} é coprimo com {\displaystyle n}, então a solução para esta congruência linear é dada por {\displaystyle x\equiv a^{-1}b{\pmod {n}}}

O inverso multiplicativo {\displaystyle x\equiv a^{-1}{\pmod {n}}} pode ser eficientemente calculado resolvendo a equação de Bézout {\displaystyle ax+ny=1} para {\displaystyle x,y}—usando o algoritmo Euclidiano estendido.
Em particular, se {\displaystyle p} é um número primo, então {\displaystyle a} é coprimo com {\displaystyle p} para todo {\displaystyle a} tal que {\displaystyle 0<a<p}; assim, existe um inverso multiplicativo para todo {\displaystyle a} que não é congruente a zero módulo {\displaystyle p}.
Algumas das propriedades mais avançadas das relações de congruência são as seguintes:
- Pequeno teorema de Fermat: Se {\displaystyle p} é primo e não divide {\displaystyle a}, então {\displaystyle a^{p-1}\equiv 1{\pmod {p}}}.
- Teorema de Euler: Se {\displaystyle a} e {\displaystyle n} são coprimos, então a {\displaystyle a^{\varphi (n)}\equiv 1{\pmod {n}}}, onde {\displaystyle \varphi } é a função totiente de Euler
- Uma consequência simples do pequeno teorema de Fermat é que se {\displaystyle p} é primo, então {\displaystyle a^{-1}\equiv a^{p-2}{\pmod {p}}} é o inverso multiplicativo de {\displaystyle 0<a<p}. De maneira mais geral, a partir do teorema de Euler, se {\displaystyle a} e {\displaystyle n} são coprimos, então {\displaystyle a^{-1}\equiv a^{\varphi (n)-1}{\pmod {n}}}.
- Outra consequência simples é que se {\displaystyle a\equiv b{\pmod {\varphi (n)}}}, onde {\displaystyle \varphi } é a função totiente de Euler, então {\displaystyle k^{a}\equiv k^{b}{\pmod {n}}} desde que {\displaystyle k} seja coprimo com {\displaystyle n}.
- Teorema de Wilson: {\displaystyle p} é primo se e somente se {\displaystyle (p-1)!\equiv -1{\pmod {p}}}.
- Teorema do resto chinês: Para qualquer {\displaystyle a}, {\displaystyle b} e coprimo {\displaystyle m}, {\displaystyle n}, existe um único {\displaystyle x{\pmod {mn}}} tal que {\displaystyle x\equiv a{\pmod {m}}} e {\displaystyle x\equiv b{\pmod {n}}}. De fato, {\displaystyle x\equiv b{m_{n}}^{-1}m+a{n_{m}}^{-1}n{\pmod {mn}}} onde {\displaystyle {m_{n}}^{-1}} é o inverso de {\displaystyle m} módulo {\displaystyle n} e {\displaystyle {n_{m}}^{-1}} é o inverso de {\displaystyle n} módulo {\displaystyle m}.
- Teorema de Lagrange: A congruência {\displaystyle f(x)\equiv 0{\pmod {p}}}, onde {\displaystyle p} é primo, e {\displaystyle f(x)=a_{0}x^{n}+...+a_{n}} é um polinômio com coeficientes inteiros tais que {\displaystyle a_{0}\neq 0{\pmod {p}}} , tem no máximo {\displaystyle n} raízes.
- Raiz primitiva módulo n: Um número {\displaystyle g} é uma raiz primitiva módulo {\displaystyle n} se, para cada inteiro um coprimo com {\displaystyle n}, existe um inteiro {\displaystyle k} tal que {\displaystyle g^{k}\equiv a{\pmod {n}}}. Uma raiz primitiva módulo {\displaystyle n} existe se e somente se {\displaystyle n} for igual a {\displaystyle 2}, {\displaystyle 4}, {\displaystyle p^{k}} ou {\displaystyle 2p^{k}}, onde {\displaystyle p} é um número primo ímpar e {\displaystyle k} é um inteiro positivo. Se existe uma raiz primitiva módulo {\displaystyle n}, então existem exatamente {\displaystyle \varphi (\varphi (n))} tais raízes primitivas, onde {\displaystyle \varphi } é a função totiente de Euler.
- Resíduo quadrático: Um inteiro {\displaystyle a} é um resíduo quadrático módulo {\displaystyle n}, se existir um inteiro {\displaystyle x} tal que {\displaystyle x^{2}\equiv a{\pmod {n}}}. O critério de Euler afirma que, se {\displaystyle p} é um primo ímpar, e {\displaystyle a} não é um múltiplo de {\displaystyle p}, então {\displaystyle a} é um resíduo quadrático módulo {\displaystyle p} se e somente se

{\displaystyle a^{(p-1)/2}\equiv 1{\pmod {p}}.}

## Classes de congruência
Como qualquer relação de congruência, congruência módulo n é uma relação de equivalência, e as classes de equivalência do inteiro a, denotada por {\displaystyle {\overline {a}}_{n}}, é o conjunto {\displaystyle \left\{\ldots ,a-2n,a-n,a,a+n,a+2n,\ldots \right\}}. Este conjunto, consistindo dos inteiros congruentes a {\displaystyle a} modulo {\displaystyle n}, é chamado a classe de congruência ou classe de resíduos ou simplesmente resíduo do inteiro {\displaystyle a} modulo {\displaystyle n}. Quando o módulo {\displaystyle n} é conhecido pelo contexto, este resíduo também pode ser denotado por {\displaystyle \displaystyle [a]}.

## Anel de classes de congruência
O conjunto de todas as classes de congruência módulo n é denotado {\displaystyle \mathbb {Z} /n\mathbb {Z} } ou {\displaystyle \mathbb {Z} /n} (a notação alternativa {\displaystyle \mathbb {Z} _{n}} não é recomendada por causa da possível confusão com o conjunto dos inteiros p-ádicos). E é definida por: {\displaystyle \mathbb {Z} /n\mathbb {Z} =\left\{{\overline {a}}_{n}|a\in \mathbb {Z} \right\}.}
Quando {\displaystyle n\neq 0}, {\displaystyle \mathbb {Z} /n\mathbb {Z} } tem n elementos, e pode ser escrita como:
{\displaystyle \mathbb {Z} /n\mathbb {Z} =\left\{{\overline {0}}_{n},{\overline {1}}_{n},{\overline {2}}_{n},\ldots ,{\overline {n-1}}_{n}\right\}.}
Quando n = 0, {\displaystyle \mathbb {Z} /n\mathbb {Z} } não tem elementos não nulos; daí é isomorfo a {\displaystyle \mathbb {Z} }, pois {\displaystyle {\overline {a}}_{0}=\left\{a\right\}}.
Podemos definir adição, subtração e multiplicação em {\displaystyle \mathbb {Z} /n\mathbb {Z} } pelas seguintes regras:
- {\displaystyle {\overline {a}}_{n}+{\overline {b}}_{n}={\overline {(a+b)}}_{n}}
- {\displaystyle {\overline {a}}_{n}-{\overline {b}}_{n}={\overline {(a-b)}}_{n}}
- {\displaystyle {\overline {a}}_{n}{\overline {b}}_{n}={\overline {(ab)}}_{n}.}

A verificação que esta é uma definição adequada usa as propriedades mencionadas antes.
Desta forma, {\displaystyle \mathbb {Z} /n\mathbb {Z} } se torna um anel comutativo. Por exemplo, no anel {\displaystyle \mathbb {Z} /24\mathbb {Z} }, temos
{\displaystyle {\overline {12}}_{24}+{\overline {21}}_{24}={\overline {9}}_{24}}
como na aritmética do relógio de ponteiro.
A notação {\displaystyle \mathbb {Z} /n\mathbb {Z} } é usada, por que ele é anel quociente de {\displaystyle \mathbb {Z} } pelo ideal {\displaystyle n\mathbb {Z} } consistindo de todos os inteiros divisíveis por n, onde {\displaystyle 0\mathbb {Z} } é o conjunto unitário {\displaystyle \left\{0\right\}}. Assim {\displaystyle \mathbb {Z} /n\mathbb {Z} } é um corpo quando {\displaystyle n\mathbb {Z} } é um ideal máximal, ou seja, quando {\displaystyle n} é primo.
Em termos de grupos, a classe de resíduos {\displaystyle {\overline {a}}_{n}} é a classe lateral de a no grupo quociente {\displaystyle \mathbb {Z} /n\mathbb {Z} }, um grupo cíclico.
O conjunto {\displaystyle \mathbb {Z} /n\mathbb {Z} } tem várias propriedades matemáticas importantes que são o fundamento de vários ramos da matemática.
Em vez de excluir o caso n=0, é mais útil incluir {\displaystyle \mathbb {Z} /0\mathbb {Z} } (que, como mencionado antes, é isomorfo ao anel {\displaystyle \mathbb {Z} } dos inteiros), por exemplo quando discutindo característica de um anel.

## Restos
A noção de aritmética modular está relacionada com a de resto da divisão. A operação de achar o resto é algumas vezes chamada de operação módulo, nesse contexto escrevemos, por exemplo, 2 = 14 (mod 12). A diferença está no uso da congruência, indicado por "≡", e da igualdade indicado por "=". Igualdade implica especificamente o "resíduo comum", o menor inteiro não negativo membro de uma classe de equivalência. Quando estamos trabalhando com aritmética modular, cada classe de equivalência é geralmente representada pelo seu resíduo comum, por exemplo 38 ≡ 2 (mod 12), que pode ser encontrado usando divisão longa. Segue disso que enquanto é correto dizer 38 ≡ 14 (mod 12) e 2 ≡ 14 (mod 12), é incorreto dizer 38 = 14 (mod 12) (com "=" no lugar de "≡").
A diferença é mais clara quando estamos dividindo um número negativo, porque neste caso os restos são negativos. Assim para expressar o resto devemos escrever −5 ≡ −17 (mod 12), em vez de 7 = −17 (mod 12), pois equivalência só pode ser considerada para resíduos com o mesmo sinal.
Em ciência da computação, o operador resto é normalmente indicado por "%" (p.ex. em C, Java, Javascript, Perl e Python) ou "mod" (p.ex. in Pascal, BASIC, SQL, Haskell), com exceções (p.ex. em Excel). Estes operadores são normalmente pronunciados como "mod", mas o que é efetivamente computado é um resto (pois em C++ são retornados números negativos se o primeiro argumento é negativo e em Python um número negativo é retornado se o segundo argumento é negativo). A função modulo em vez de mod, como em 38 ≡ 14 (modulo 12), é algumas vezes usada para indicar um resíduo comum em vez do resto (p.ex. em Ruby).
Os parenteses às vezes não são escritos na expressão, por exemplo 38 ≡ 14 mod 12 ou 2 = 14 mod 12, ou são colocados em volta do divisor, por exemplo 38 ≡ 14 mod (12). Notações como 38 (mod 12) também existem, mas são ambíguas sem um contexto.

### Representação funcional da operação resto
A operação resto pode ser representada usando a função piso. Se b = a (mod n), onde n > 0, então se o resto é b ele é dado por
{\displaystyle b=a-\left\lfloor {\frac {a}{n}}\right\rfloor \times n,}
onde {\displaystyle \left\lfloor {\frac {a}{n}}\right\rfloor } é o maior inteiro menor ou igual a {\displaystyle {\frac {a}{n}}}, então
{\displaystyle {\begin{array}{lcl}a\equiv b{\pmod {n}}{\text{ e,}}\\0\leq b<n.\end{array}}}
Se em vez do resto b o intervalo −n ≤ b < 0 é requirido, então
{\displaystyle b=a-\left\lfloor {\frac {a}{n}}\right\rfloor \times n-n.}

## Sistema de resíduos
Cada classe de resíduo modulo n pode ser representada por um de seus membros, embora nós geralmente representemos cada classe residual pelo menor inteiro não negativo pertencente à classe (pois este é o próprio resto que resulta da divisão). Note que quaisquer dois membros de diferentes classes residuais módulo n são congruentes módulo n. Além disso cada inteiro pertence a uma e somente uma classe residual módulo n.
O conjunto de inteiros {0, 1, 2, ..., n - 1} é chamado o menor sistema de resíduos módulo n. Qualquer outro conjunto de n inteiros, com nenhum par deles congruente módulo n é chamado um sistema completo de resíduos módulo n.
É claro que o menor sistema de resíduos é uma sistema completo de resíduos e que um sistema completo de resíduos é simplesmente um conjunto contendo precisamente um representante de cada classe de resíduo módulo n. O menor sistema de resíduos módulo 4 é {0, 1, 2, 3}. Alguns outros sistemas de resíduos módulo 4 são:
- {1,2,3,4}
- {13,14,15,16}
- {-2,-1,0,1}
- {-13,4,17,18}
- {-5,0,6,21}
- {27,32,37,42}

Alguns conjuntos que não são um sistema completo de resíduos módulo 4 são:
- {-5,0,6,22} pois 6 é congruente a 22 módulo 4.
- {5,15} pois um sistema completo de resíduos deve ter exatamente 4 elementos.

### Sistemas reduzidos de resíduos
Qualquer conjunto com φ(n) inteiros que são primos com n e que são incongruentes entre si módulo n, onde φ(n) denota a Função totiente de Euler, é chamado um sistema reduzido de resíduos módulo n.

## Congruências quadráticas (ou do segundo grau)[6]
Considere a equação {\displaystyle ax^{2}+bx+c\equiv 0{\pmod {p}}}, onde {\displaystyle a,b,c\in \mathbb {Z} }, {\displaystyle p} é um primo (ímpar) e {\displaystyle a\not \equiv 0{\pmod {p}}}. Podemos observar que {\displaystyle (a,p)=1} e como {\displaystyle p} é ímpar temos {\displaystyle (4a,p)=1}. Assim, a equação acima é equivalente a {\displaystyle 4a(ax^{2}+bx+c)\equiv 0{\pmod {p}}}. Ao completarmos quadrados obtemos {\displaystyle (2ax+b)^{2}-(b^{2}-4ac)\equiv 0{\pmod {p}}}. Ao fazermos {\displaystyle y=2ax+b} e {\displaystyle d=b^{2}-4ac}, vem {\displaystyle y^{2}\equiv d{\pmod {p}}}.  Para descobrir as soluções da equação quadrática, basta descobrir as soluções da equações da forma {\displaystyle x^{2}\equiv a{\pmod {p}}}. Pois se {\displaystyle p\mid a} (lê-se "p divide a") obtemos desinteressante a equação {\displaystyle x^{2}\equiv 0{\pmod {p}}} e, por essa razão {\displaystyle x\equiv 0{\pmod {p}}} o que torna indispensável assumir que {\displaystyle p\nmid a} ("p não divide a") a fim de evitarmos soluções triviais.

### Exemplo
Resolva a congruência {\displaystyle 8x^{2}+5x+1\equiv 0{\pmod {23}}}.
Como {\displaystyle (8,23)=1} e {\displaystyle p=23} é primo ímpar temos que {\displaystyle (4\cdot 8,23)=(32,23)=1}, no qual ao multiplicarmos a congruência em questão e completar quadrados obtemos {\displaystyle (16x+5)^{2}+32-25\equiv 0{\pmod {23}}\Rightarrow (16x+5)^{2}\equiv 16{\pmod {23}}}. Com isso encontramos {\displaystyle 16x+5\equiv \pm 4{\pmod {23}}}, onde ao resolvermos a congruência linear {\displaystyle 16x\equiv -1{\pmod {23}}} temos {\displaystyle x\equiv 10{\pmod {23}}}, enquanto a partir da congruência linear {\displaystyle x\equiv -9{\pmod {23}}}, obtemos {\displaystyle x\equiv 21{\pmod {23}}}.
Dessa maneira, {\displaystyle 10} e {\displaystyle 21} são as únicas soluções incongruentes.
De fato, se {\displaystyle x=10\Rightarrow 8x^{2}+5x+1=851} e {\displaystyle 851\equiv 0{\pmod {23}}}.
Se {\displaystyle x=21\Rightarrow 8x^{2}+5x+1=3634} e {\displaystyle 3634\equiv 0{\pmod {23}}}.